# Pityrogramma adiantoides
Pityrogramma adiantoides là một loài thực vật có mạch trong họ Adiantaceae. Loài này được (H. Karst.) Domin miêu tả khoa học đầu tiên năm 1928.